# Lennart Finnmark
Tor Lennart Finnmark, född 18 januari 1917 i Göteborg, död 2 september 1993 i Täby, var en svensk diplomat.

## Biografi
Finnmark var son till apotekare Frithiof Finnmark och Signe Lindberg. Han tog studentexamen 1936 och avlade juris kandidatexamen vid Lunds universitet 1940. Finnmark blev attaché vid Utrikesdepartementet (UD) 1940, tjänstgjorde i Madrid 1941, vid generalkonsulatet i London 1942, vid beskickningen i London 1943 och var tillförordnad andre legationssekreterare 1946. Han tjänstgjorde i Moskva 1947, tjänstgjorde vid UD 1948, Moskva 1948 och var extra förste sekreterare 1949. Finnmark tjänstgjorde därefter vid Organization for European Economic Cooperation (OEEC) i Paris 1949, var extra ordinarie förste sekreterare 1952 och extra ordinarie förste sekreterare med beskickingsråds ställning vid delegationen hos den Europeiska kol- och stålunionen i Luxemburg 1952. Han blev förste sekreterare 1956, tjänstgjorde vid FN-sekretariatet i New York 1956–1958 och var tillförordnat beskickningsråd i Paris 1958–1961.
Han tjänstgjorde därefter i Moskva 1961–1964, hade ministers ställning 1963, var ambassadör i Karachi och Rawalpindi 1964–1969, Belgrad, jämväl Tirana 1969–1975, New Delhi jämväl Dhaka 1975–1977 samt Colombo och Kathmandu 1975–1983. Han tjänstgjorde även som medlare i neutrala övervakningskommissionen i Korea 1968. Han var sekreterarombud och ordförande i bilaterala handelspolitiska förhandlingar och ombud vid General Agreement on Tariffs and Trade (GATT) och FN:s ekonomiska kommission för Europa (ECE) i Genève från 1947 samt ordförande i biståndspolitiska förhandlingar med Indien och Pakistan från 1964.
Finnmark gifte sig 1953 med Britt Nilsson (1922–2016), dotter till Fritjof Nilsson och Signe Göransson. Makarna Finnmark är gravsatta i minneslunden på Djursholms begravningsplats.

## Utmärkelser
- Riddare av Nordstjärneorden (RNO) [4]
- Riddare av Spanska civilförtjänstorden (RSpCfO) [1]